# Joe Cunningham

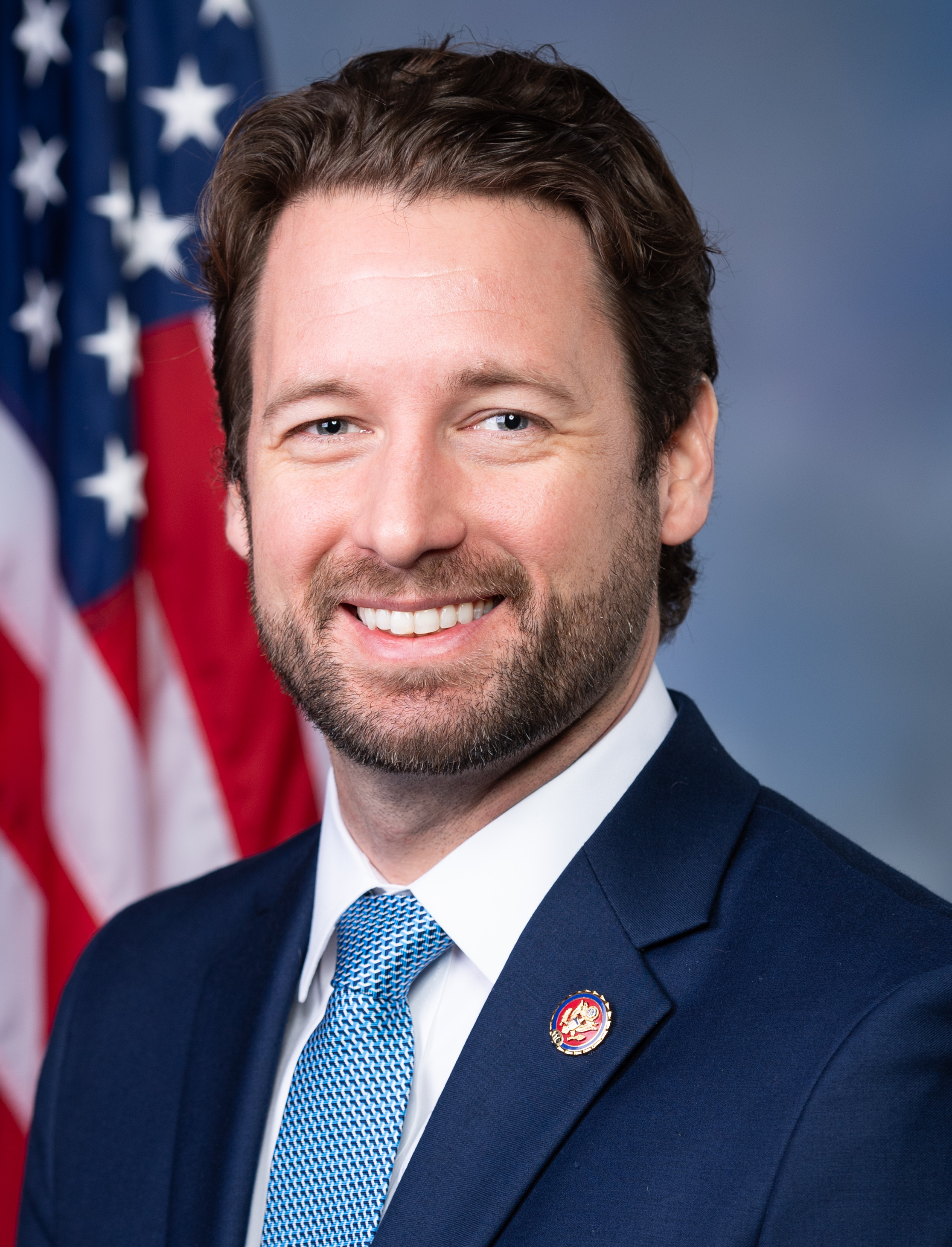
Joe Cunningham (2019)

Joseph Kendrick Cunningham (geboren am 26. Mai 1982 in Caldwell County, Kentucky) ist ein amerikanischer Politiker der Demokratischen Partei. Von 2019 bis 2021 gehörte er für den ersten Kongresswahlbezirk South Carolinas dem Repräsentantenhaus der Vereinigten Staaten an.

## Familie, Ausbildung und Beruf
Joe Cunninghams Mutter Paula ist die Inhaberin einer Druckerei in Kuttawa im westlichen Kentucky. Sein Vater Bill, ein Jurist, war über Jahrzehnte für die Demokratische Partei in Wahlämtern tätig, darunter als City Attorney (etwa: Stadtsyndikus), Richter am Bezirksgericht (circuit court) des westlichen Kentucky und zuletzt 2007 bis 2019 am Supreme Court Kentuckys. Auf eine erwogene Kongresskandidatur im 1. Wahlbezirk Kentuckys in den achtziger Jahren verzichtete er. Joe Cunningham wuchs als jüngster von fünf Brüdern in Kuttawa auf, die die Ämterlaufbahn des Vaters begleiteten und Anteil an seinen Wahlkämpfen und Auftritten nahmen. In seiner Jugend war er Eagle Scout.
An der Lyon County High School in Eddyville (Kentucky) war Cunningham als Freshman Schülersprecher und gehörte der Basketballmannschaft der Schule an. Nach seinem Abschluss im Jahr 2000 besuchte er bis 2002 in Charleston (South Carolina) das College und studierte anschließend an der Florida Atlantic University in Boca Raton das Fach Meeresbiologie, was er 2005 mit dem akademischen Grad des B.Sc. abschloss. Daraufhin arbeitete er für eine Beratungsfirma in Naples (Florida), die sich auf Ingenieurwesen in Küsten-, Umwelt- und Meeresfragen spezialisierte. Nach knapp fünf Jahren wurde er 2010 im Zuge der Großen Rezession entlassen.
2011 kehrte er nach Kentucky zurück und studierte Rechtswissenschaft an der Northern Kentucky University in Highland Heights, an der er im ersten Jahr zum Vorsitzenden der Student Bar Association und dann zum Vizevorsitzenden von deren bundesweiter Organisation und der studentischen Sektion der American Bar Association gewählt wurde. 2014 schloss er mit dem Juris Doctor ab. Er zog zurück nach South Carolina, arbeitete als Anwalt für Baurecht und betrieb mit seiner Ehefrau Amanda ein Yogastudio. Sie sind seit Februar 2018 Eltern eines Sohnes und leben in West Ashley, einem Teil Charlestons.

## Politische Laufbahn

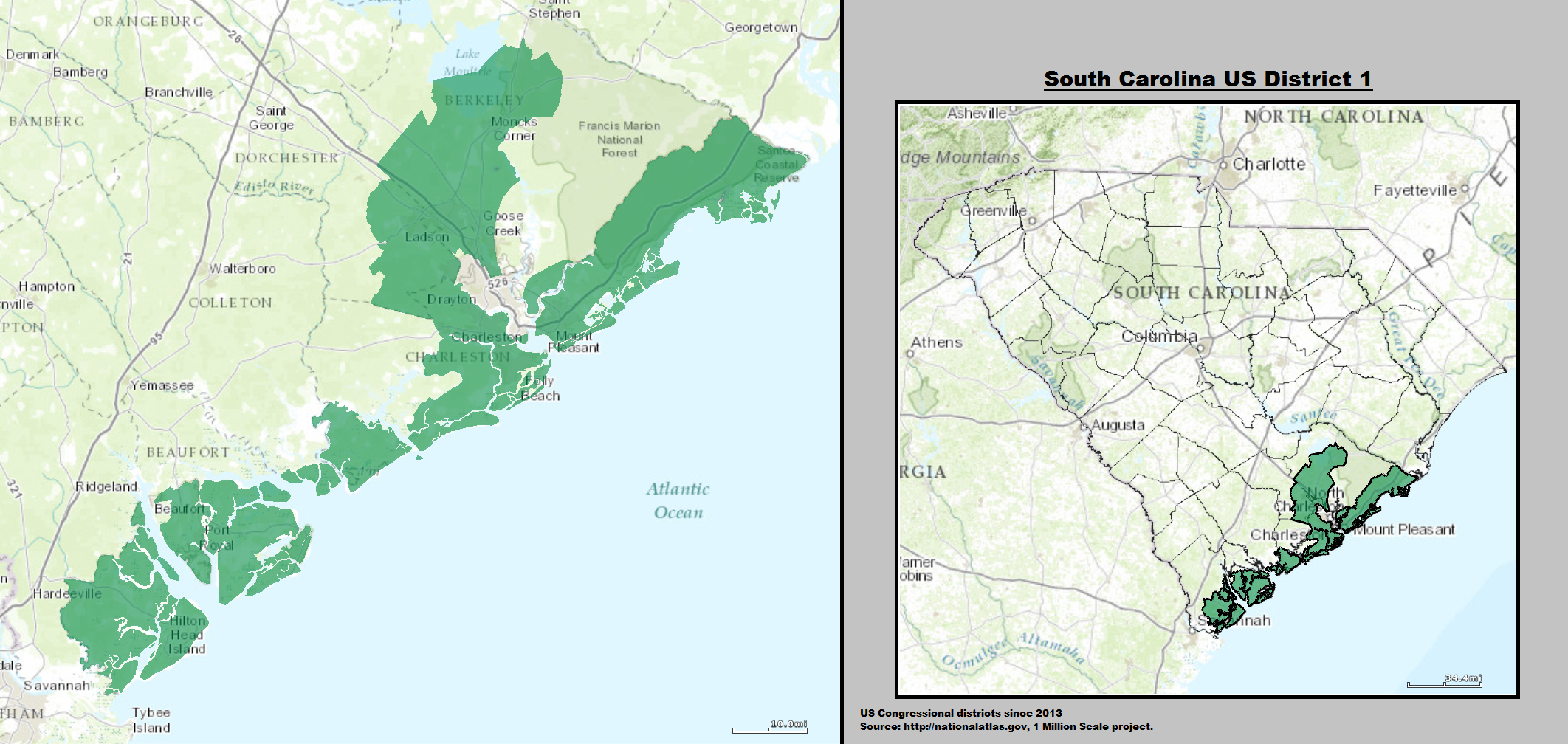
Karte des 1. Kongresswahlbezirks South Carolinas, des Wahlkreises Cunninghams

Am 25. September 2017 gab Cunningham bekannt, für das Repräsentantenhaus der Vereinigten Staaten im 1. Kongresswahlbezirk South Carolinas in der Vorwahl der Demokraten anzutreten. Damals hatte das Mandat der Republikaner Mark Sanford inne, der zuvor Gouverneur des Bundesstaates gewesen war und als unabhängiger, unbequemer Konservativer Kritik des Präsidenten Donald Trump auf sich gezogen hatte. Cunningham setzte sich in der Vorwahl der Demokraten am 17. März 2018 mit 71,5 Prozent der Stimmen durch. In der Vorwahl der Republikaner unterlag Sanford der Staatssenatorin Katie Arrington, die insbesondere in der Einwanderungspolitik scharfe Rhetorik verwendete und von Präsident Trump unterstützt wurde. Sie erklärte, die „Kellyanne Conway des Kongresses“ werden zu wollen. Arrington hatte sich zu Beginn des Wahlkampfs für die von der Regierung Trump geplante Ölförderung vor der Küste South Carolinas (Offshore) ausgesprochen, was aber in diesem maritim geprägten Distrikt unpopulär war. Der Kongresswahlbezirk erstreckt sich von Hilton Head Island im Süden bis nach McClellanville nördlich von Charleston im Norden entlang der Atlantikküste.
Im Hauptwahlkampf wurde Cunninghams Einsatz gegen Offshore-Ölförderung zu seinem zentralen Thema. Anders als andere Kongresskandidaten seiner Partei polemisierte er nicht gegen Donald Trumps Präsidentschaft, sondern betonte seinen Zentrismus. Die meisten politischen Beobachter gingen von einer Niederlage Cunninghams aus; die Politikwebsite FiveThirtyEight taxierte Cunninghams Siegchance vor der Wahl auf unter zehn Prozent. Im zweiten Quartal 2018 nahm Cunningham fünfmal so viel Wahlkampfspenden ein wie seine republikanische Gegenkandidatin, und im Sommer des Jahres erhob das Democratic Congressional Campaign Committee, der Wahlkampfarm der Demokraten im US-Repräsentantenhaus, seinen Kongresswahlbezirk zu einem der wichtigsten bisher republikanisch gehaltenen bei der Kongresswahl 2018. Die Zeitung Charleston Post and Courier und andere Medien erklärten ihre Unterstützung für Cunningham, ebenso wie einige lokale Amtsträger der Republikaner, die unter anderem aus Sorge um den Tourismus wie Cunningham gegen Offshore-Ölforderung eintreten.
Cunningham gewann die Hauptwahl im November 2018 mit 50,62 zu 49,21 Prozent (knapp 145.000 zu 141.000 Stimmen), indem er im urbanen und bevölkerungsreichen Charleston County über 57 Prozent der Stimmen erreichte, was Arrington durch ihre Vorsprünge in den vier übrigen Countys des Kongresswahlbezirks (Beaufort, Dorchester, Berkeley, Colleton) nicht ausgleichen konnte. Den Sitz hatte zuletzt 1981 ein Demokrat innegehabt. Cunninghams Sieg wurde als Motivationsschub für die lange marginalisierten Demokraten in South Carolina bezeichnet. Bei den übrigen zeitgleichen Wahlen hatten die Kandidaten der Republikaner bei sämtlichen bundesstaatsweiten Ämtern gesiegt.
Im 116. Kongress gehört Cunningham den Ausschüssen für Veteranenangelegenheiten, natürliche Ressourcen und vier von dessen Unterausschüssen an. Als Mitglied des Ausschusses für natürliche Ressourcen leitete Cunningham führend die Gesetzesinitiative der Demokraten im Repräsentantenhaus ein, die Offshore-Ölbohrungen verbieten sollte. Dass Cunningham die Initiative überlassen wurde, führten Beobachter darauf zurück, dass ihm als einem der gefährdetsten Kongressabgeordneten seiner Partei eine politische Plattform für die anstehende Wahl 2020 geschaffen werden sollte, die sein zentrales Wahlversprechen betraf. Gemeinsam mit der kalifornischen US-Senatorin und Präsidentschaftskandidatin Kamala Harris brachte er im März 2019 einen Gesetzesvorschlag ein, der Kohlenmonoxidvergiftungen in Sozialwohnungen verhindern soll.
Wie im Wahlkampf angekündigt, verweigerte Cunningham Nancy Pelosi die Zustimmung, als sie sich für den 116. Kongress wiederum als Sprecherin des Repräsentantenhauses bewarb, und stimmte stattdessen für Cheri Bustos, die in der Rekrutierung und Unterstützung von demokratischen Kandidaten in republikanisch geneigten Gebieten aktiv ist. Bis Ende Mai 2019 stimmte Cunningham im Kongress in keinem Fall mit Präsident Trump.
Bei den Wahlen zum Repräsentantenhaus am 3. November 2020 unterlag Cunningham der republikanischen Kandidatin Nancy Mace, die ihn zum 3. Januar 2021 ablöste.

## Positionen und Aktionen
Cunningham vertritt moderate politische Positionen, die für einen Demokraten eher konservativ sind. Er setzt sich für überparteiliche Zusammenarbeit und pragmatische Lösungen ein. Der Eigentümer von Waffen setzt sich für den Schutz des Rechts, Waffen zu tragen ein, der im Zweiten Zusatzartikel der Verfassung kodifiziert ist. Allerdings unterstützt er einige Einschränkungen, etwa verpflichtende Prüfungen des Hintergrunds von Waffenkäufern (background checks) und das Verbot von Bump Stocks. Im Einklang mit dem linksliberalen Mainstream seiner Partei tritt er dafür ein, Frauen die eigene Entscheidung über den Schwangerschaftsabbruch nicht zu verwehren (Pro-Choice). Im Wahlkampf 2018 sprach er sich entgegen linken Parteifreunden dafür aus, die Einwanderungsbehörde Immigration and Customs Enforcement nicht aufzulösen.
Mit einigen Wahlkampfaktionen erregte er 2018 Aufsehen. So hatte er die Gesundheitsversorgung zu einem Hauptthema, als er in einem über dreistündigen Video den gesamten Gesetzestext der republikanischen Gesundheitsreform vorlas, nachdem Sanford eingeräumt hatte, nicht alles davon gelesen zu haben. Um Jungwähler zu erreichen, veröffentlichte er eine persönliche Spotify-Liste und bot eine fortlaufende Brauereitour durch den Kongresswahlbezirk an.

## Belege
1. ↑  Steve Flairty: Kentucky by Heart: Joe Cunningham, Chase grad, flips U.S. house seat in S. Carolina for dems. In: Northern Kentucky Tribune, 13. November 2018.
2. ↑  Berry Craig: A Cunningham in Congress – but it’s Joe, not Bill. (Seite nicht mehr abrufbar, festgestellt im August 2025. Suche in Webarchiven)  Info: Der Link wurde automatisch als defekt markiert. Bitte prüfe den Link gemäß Anleitung und entferne dann diesen Hinweis. In: Forward Kentucky, 2. November 2018; Steve Flairty: Kentucky by Heart: Joe Cunningham, Chase grad, flips U.S. house seat in S. Carolina for dems. In: Northern Kentucky Tribune, 13. November 2018; Justice Bill Cunningham. In: Kentucky Court of Justice.
3. ↑  Caitlin Byrd: Can Joe Cunningham go to Congress? ‘I’ve learned not to underestimate him’. In: The Post and Courier, 26. August 2018.
4. ↑  Caitlin Byrd: Can Joe Cunningham go to Congress? ‘I’ve learned not to underestimate him’. In: The Post and Courier, 26. August 2018.
5. ↑  Caitlin Byrd: Can Joe Cunningham go to Congress? ‘I’ve learned not to underestimate him’. In: The Post and Courier, 26. August 2018; Berry Craig: A Cunningham in Congress – but it’s Joe, not Bill. (Seite nicht mehr abrufbar, festgestellt im August 2025. Suche in Webarchiven)  Info: Der Link wurde automatisch als defekt markiert. Bitte prüfe den Link gemäß Anleitung und entferne dann diesen Hinweis. In: Kentucky Forward, 2. November 2018.
6. ↑  Cunningham, Joe. In: OurCampaigns.
7. ↑  Berry Craig: A Cunningham in Congress – but it’s Joe, not Bill. (Seite nicht mehr abrufbar, festgestellt im August 2025. Suche in Webarchiven)  Info: Der Link wurde automatisch als defekt markiert. Bitte prüfe den Link gemäß Anleitung und entferne dann diesen Hinweis. In: Kentucky Forward, 2. November 2018.
8. ↑  Steve Flairty: Kentucky by Heart: Joe Cunningham, Chase grad, flips U.S. house seat in S. Carolina for dems. In: Northern Kentucky Tribune, 13. November 2018; 2018 House Forecast: South Carolina 1st. (Memento des Originals vom 21. November 2018 im Internet Archive)  Info: Der Archivlink wurde automatisch eingesetzt und noch nicht geprüft. Bitte prüfe Original- und Archivlink gemäß Anleitung und entferne dann diesen Hinweis. In: FiveThirtyEight.
9. ↑  Caitlin Byrd: Can Joe Cunningham go to Congress? ‘I’ve learned not to underestimate him’. In: The Post and Courier, 26. August 2018.
10. ↑  Bill Burr: Democrat Joe Cunningham scores Republican endorsements for anti-offshore drilling stance. In: ABC News, 20. Juni 2018; Berry Craig: A Cunningham in Congress – but it’s Joe, not Bill. (Seite nicht mehr abrufbar, festgestellt im August 2025. Suche in Webarchiven)  Info: Der Link wurde automatisch als defekt markiert. Bitte prüfe den Link gemäß Anleitung und entferne dann diesen Hinweis. In: Forward Kentucky, 2. November 2018.
11. ↑  Tim Smith: How a Democrat won South Carolina’s 1st Congressional District, and why it matters. In: The Greenville News, 7. November 2018.
12. ↑  Joe Cunningham’s Biography. In: Vote Smart.
13. ↑  Emma Dumain: Dems give vulnerable Joe Cunningham a gift: A chance to deliver a top campaign pledge. In: McClatchy DC, 25. März 2019.
14. ↑  Adam Manno: Rep. Joe Cunningham and Sen. Kamala Harris file bill to prevent carbon monoxide poisoning in public housing. In: Charleston City Paper, 12. März 2019.
15. ↑  Emma Dumain: Joe Cunningham votes no on Pelosi as speaker, backs House campaign head instead. In: McClatchy DC, 3. Januar 2019.
16. ↑  Tracking Congress In The Age Of Trump: Joe Cunningham. (Memento des Originals vom 7. Juni 2019 im Internet Archive)  Info: Der Archivlink wurde automatisch eingesetzt und noch nicht geprüft. Bitte prüfe Original- und Archivlink gemäß Anleitung und entferne dann diesen Hinweis. In: FiveThirtyEight.
17. ↑  2020 Statewide General Election. State of South Carolina, abgerufen am 4. Januar 2021.
18. ↑  Caitlin Byrd: Can Joe Cunningham go to Congress? ‘I’ve learned not to underestimate him’. In: The Post and Courier, 26. August 2018.

1. Distrikt: W.L. Smith |
T. Pinckney |
T. Lowndes |
Marion |
Cheves |
Middleton |
C. Pinckney |
Poinsett |
Drayton |
H. Pinckney |
R. Campbell |
J. Campbell |
S. Butler |
Trotti |
Black |
D. Wallace |
McQueen |
Whittemore |
Rainey |
J.S. Richardson |
Dibble |
Brawley |
Izlar |
W. Elliott |
Murray |
W. Elliott |
G. Legaré |
Whaley |
Logan |
T. McMillan |
C. McMillan |
Rivers |
M. Davis |
Hartnett |
Ravenel |
Sanford |
Brown |
Scott |
Sanford |
Cunningham |
Mace • 2. Distrikt: Burke |
R. Barnwell |
Hunter |
Hampton |
Rutledge |
W. Butler I |
W. Lowndes |
Hamilton |
R.W. Barnwell |
Grayson |
Clowney |
J. Campbell |
W. Butler II |
Simpson |
Orr |
W. Aiken Jr. |
Miles |
Bowen |
De Large |
Ransier |
Mackey |
Buttz |
Cain |
O’Connor |
Dibble |
Mackey |
Tillman |
Talbert |
G. Croft |
T. Croft |
J. Patterson |
Byrnes |
B. Hare |
H. Fulmer |
W. Fulmer |
J. Riley |
H. Sims |
J. Riley |
C. Riley |
Watson |
Spence |
Joe Wilson • 3. Distrikt: D. Huger |
Benton |
B. Huger |
Williams |
Witherspoon |
Williams |
Gourdin |
B. Huger |
Ervin |
Mitchell |
R. Campbell |
Mitchell |
J. Campbell |
Mitchell |
Singleton |
R. Campbell |
Griffin |
Elmore |
Griffin |
Caldwell |
J. Woodward |
Keitt |
Corley |
Hoge |
R. Elliott |
Carpenter |
Hoge |
D. Aiken |
Cothran |
Johnstone |
Latimer |
W. Aiken |
Dominick |
J.C. Taylor |
B. Hare |
Dorn |
J. Hare |
Dorn |
Derrick |
Graham |
Barrett |
Duncan |
Biggs • 4. Distrikt: T. Sumter |
Winn |
T. Sumter |
Winn |
Hampton |
O. Smith |
J. Taylor |
W. Lowndes |
Chappell |
Bellinger |
Overstreet |
Govan |
Martin |
Felder |
Hammond |
Elmore |
Griffin |
Holmes |
J. Campbell |
A. Sims |
McQueen |
Brooks |
Bonham |
Goss |
A. Wallace |
Evins |
Bratton |
Perry |
Shell |
S. Wilson |
Johnson |
Nicholls |
McSwain |
Mahon |
Bryson |
R. Ashmore |
J. Mann |
C. Campbell |
L. Patterson |
Inglis |
DeMint |
Inglis |
Gowdy |
Timmons • 5. Distrikt: T. Tucker |
Gillon |
Harper |
W. Butler I |
Winn |
Evans |
W. Woodward |
S. Tucker |
McDuffie |
F. Pickens |
H. Legaré |
F. Pickens |
Holmes |
Burt |
Orr |
J. Ashmore |
Cain |
Smalls |
Tillman |
Smalls |
J. Hemphill |
Strait |
Finley |
McCorkle |
Stevenson |
Richards |
R. Hemphill |
Gettys |
Holland |
Spratt |
Mulvaney |
Norman • 6. Distrikt: A. Pickens |
S. Earle |
W. Smith |
Nott |
Moore |
Casey |
J. Calhoun |
J.C. Calhoun |
Simkins |
McDuffie |
John Wilson |
W. Davis |
H. Pinckney |
F. Pickens |
Rhett |
F. Pickens |
Holmes |
W. Aiken Jr. |
Boyce |
Dargan |
Stackhouse |
McLaurin |
Norton |
Scarborough |
Ellerbe |
Ragsdale |
Stoll |
A. Gasque |
E. Gasque |
J. McMillan |
Young |
Jenrette |
Napier |
Tallon |
Clyburn • 7. Distrikt: Moore |
E. Earle |
J. Taylor |
E. Earle |
John Wilson |
Gist |
Nuckolls |
Clowney |
Manning |
J.P. Richardson |
Rhett |
T.D. Sumter |
Rhett |
Colcock |
Mackey |
Smalls |
W. Elliott |
T. Miller |
W. Elliott |
Murray |
Stokes |
Lever |
E. Mann |
H. Fulmer |
Rice |
Fry • 8. Distrikt: J. Earle |
E. Earle |
Alston |
E. Earle |
Farrow |
Moore |
Nesbitt |
McCreary |
Gist |
Carter |
Blair |
Manning |
Rogers |
J.P. Richardson |
Rogers |
T.D. Sumter • 9. Distrikt: Kershaw |
Mayrant |
S. Miller |
Brevard |
Blair |
Carter |
S. Tucker |
Griffin |
Thompson |
Rogers
| Personendaten    | Personendaten                                      |
| ---------------- | -------------------------------------------------- |
| NAME             | Cunningham, Joe                                    |
| ALTERNATIVNAMEN  | Cunningham, Joseph Kendrick (vollständiger Name)   |
| KURZBESCHREIBUNG | amerikanischer Politiker der Demokratischen Partei |
| GEBURTSDATUM     | 26. Mai 1982                                       |
| GEBURTSORT       | Caldwell County, Kentucky                          |